# Saison 2008-2009 du Grenoble Foot 38
Maillots
Chronologie
Saison précédente Saison suivante
Le Grenoble Foot s'aligne pour la saison 2008-2009 en Ligue 1, en Coupe de France, ainsi qu'en Coupe de la Ligue.

## Effectif 2008-2009
| N° | Nom                  | Poste     | Naissance          | Nationalité sportive | Sélection         | Contrat actuel              | Dernier club           |
| 1  | Grégory Wimbée       | Gardien   | 19 août 1971       | France               | -                 | Juin 2006 - Juin 2008       | FC Metz                |
| 2  | Laurent Courtois     | Milieu    | 1er septembre 1978 | France               | -                 | Juillet 2008 - Juillet 2010 | Levante UD             |
| 3  | Sandy Paillot        | Défenseur | 27 février 1987    | France               | France Espoirs    | Janvier 2008 - Juin 2009    | Olympique lyonnais     |
| 4  | Maxence Flachez      | Défenseur | 5 août 1972        | France               | -                 | Juin 2007 - Juin 2009       | Valenciennes FC        |
| 5  | Martial Robin        | Défenseur | 27 août 1977       | France               | -                 | Juillet 2007 - Juin 2010    | AC Ajaccio             |
| 6  | Alaixys Romao        | Milieu    | 18 janvier 1984    | Togo                 | Togo A            | Mai 2007 - Juin 2009        | CS Louhans-Cuiseaux    |
| 7  | Hristo Yanev         | Milieu    | 4 mai 1979         | Bulgarie             | Bulgarie A        | Juin 2006 - Juin 2009       | FK CSKA Sofia          |
| 8  | Sofiane Feghouli     | Milieu    | 26 décembre 1989   | Algérie              | France Espoirs    | Juin 2007 - Juin 2011       | Formé au club          |
| 9  | Daniel Moreira       | Attaquant | 8 août 1977        | France               | France A          | Juillet 2007 - Juin 2009    | Stade rennais          |
| 10 | Laurent Batlles      | Milieu    | 23 septembre 1975  | France               | -                 | Juillet 2008 - Juin 2011    | Toulouse FC            |
| 11 | Miloš Dimitrijević   | Milieu    | 16 février 1984    | Serbie               | Serbie A          | Juin 2007 - Juin 2009       | FC Nantes              |
| 12 | Bostjan Cesar        | Défenseur | 9 juillet 1982     | Slovénie             | Slovénie A        | Janvier 2009 - Juin 2011    | Olympique de Marseille |
| 13 | Matthieu Gianni      | Milieu    | 2 janvier 1985     | France               | -                 | Juin 2004 - Juin 2010       | Formé au club          |
| 14 | David Jemmali        | Défenseur | 13 décembre 1974   | Tunisie              | Tunisie A         | Juillet 2008 - Juin 2010    | Girondins de Bordeaux  |
| 15 | Zoran Rendulić       | Défenseur | 22 mai 1984        | Serbie               | Serbie Espoirs    | Juin 2008 - Juin 2010       | FK Borac Čačak         |
| 16 | Paul Cattier         | Gardien   | 1er mai 1986       | France               | -                 | Juin 2004 - Juin 2010       | Formé au club          |
| 17 | Nassim Akrour        | Attaquant | 10 juillet 1974    | Algérie              | Algérie A         | août 2005 - Juin 2008       | Le Havre AC            |
| 18 | Laurent Macquet      | Milieu    | 11 août 1979       | France               | -                 | Janvier 2008 - Juin 2011    | KSK Beveren            |
| 19 | Pierre Boya          | Attaquant | 16 janvier 1984    | Cameroun             | Cameroun A        | Janvier 2009 - Juin 2012    | FC Rapid Bucarest      |
| 20 | Sho Ito              | Attaquant | 24 juillet 1988    | Japon                | Japon -20ans      | Janvier 2007 - Juin 2010    | Formé au club          |
| 21 | Walid Regragui       | Défenseur | 23 septembre 1975  | Maroc                | Maroc A           | Janvier 2008 - Juin 2009    | Dijon FCO              |
| 22 | Larsen Touré         | Attaquant | 20 juillet 1984    | Guinée               | Guinée A          | Septembre 2007 - Juin 2008  | Lille OSC              |
| 23 | Elliot Grandin       | Attaquant | 17 octobre 1987    | France               | France Espoirs    | Janvier 2009 - Juin 2009    | Olympique de Marseille |
| 24 | Albert Baning        | Milieu    | 19 mars 1985       | Cameroun             | Cameroun A        | août 2008 - Juin 2009       | Paris Saint-Germain    |
| 25 | Francis N'ganga      | Défenseur | 16 juin 1985       | République du Congo  | Congo A           | Juin 2004 - Juin 2010       | Formé au club          |
| 26 | biagui Kamissoko     | milieu    | 09/02/1983         |                      |                   | Janvier 2003- décembre 2008 |                        |
| 27 | Milivoje Vitakić     | Défenseur | 16 mai 1977        | Serbie               | Serbie A          | Juin 2007 - Juin 2009       | Lille OSC              |
| 28 | Bouchaib El Moubarki | Attaquant | 12 janvier 1978    | Maroc                | Maroc A           | août 2007 - Juin 2010       | Al Arabi Doha          |
| 29 | Jimmy Mainfroi       | Défenseur | 28 mars 1983       | France               | -                 | Juin 2007 - Juin 2010       | Montpellier HSC        |
| 30 | Ronan Le Crom        | Gardien   | 13 juillet 1974    | France               | -                 | Juillet 2008 - Juillet 2010 | RC Lens                |
| 31 | Mustafa Kučuković    | Attaquant | 5 novembre 1986    | Allemagne            | Allemagne Espoirs | Janvier 2009 - Juin 2012    | TSV Munich 1860        |
| 32 | Brice Maubleu        | Gardien   | 1er décembre 1989  | France               | -                 | Juin 2008 - Juin 2010       | Formé au club          |
| 33 | Yoric Ravet          | Attaquant | 12 septembre 1989  | France               | -                 | Juillet 2008 - Juillet 2010 | Formé au club          |

## Transferts

### Été 2008
| Nom              | Nationalité | Transfert      | Provenance/Destination | Division |
| Arrivées         |             |                |                        |          |
| Zoran Rendulić   | Serbie      | Transfert      | FK Borac Čačak         | Serbie   |
| Laurent Batlles  | France      | Transfert      | Toulouse FC            | Ligue 1  |
| Ronan Le Crom    | France      | Transfert      | RC Lens                | Ligue 1  |
| David Jemmali    | Tunisie     | Transfert      | Girondins de Bordeaux  | Ligue 1  |
| Laurent Courtois | France      | Transfert      | Levante UD             | Liga     |
| Retour de prêts  |             |                |                        |          |
| Marius M'Baiam   | Tchad       | Retour de prêt | CS Louhans-Cuiseaux    | CFA      |
| Olivier Giroud   | France      | Retour de prêt | FC Istres              | National |
| Prêts            |             |                |                        |          |
| Daniel Moreira   | France      | Prêt (1 an)    | Stade rennais          | Ligue 1  |
| Sandy Paillot    | France      | Prêt (1 an)    | Olympique lyonnais     | Ligue 1  |
| Albert Baning    | Cameroun    | Prêt (1 an)    | Paris SG               | Ligue 1  |
| Larsen Touré     | Guinée      | Prêt (1 an)    | Lille OSC              | Ligue 1  |
| Signatures pros  |             |                |                        |          |
| Brice Maubleu    | France      | Signature pro  | Réserve GF38           | CFA2     |
| Yoric Ravet      | France      | Signature pro  | Réserve GF38           | CFA2     |
| Départs          |             |                |                        |          |
| Luigi Glombard   | France      | Fin de contrat | Chamois niortais       | National |
| Olivier Giroud   | France      | Transfert      | Tours FC               | Ligue 2  |
| Retour de prêts  |             |                |                        |          |
| Larsen Touré     | Guinée      | Retour de prêt | Lille OSC              | Ligue 1  |
| Sandy Paillot    | France      | Retour de prêt | Olympique lyonnais     | Ligue 1  |
| Prêts            |             |                |                        |          |
| Jimmy Juan       | France      | Prêt (1 an)    | LB Châteauroux         | Ligue 2  |

### Hiver 2008
| Nom               | Nationalité | Transfert | Provenance/Destination | Division     |
| Arrivées          |             |           |                        |              |
| Bostjan Cesar     | Slovénie    | Transfert | Olympique de Marseille | Ligue 1      |
| Pierre Boya       | Cameroun    | Transfert | Rapid Bucarest         | Liga I       |
| Mustafa Kučuković | Allemagne   | Transfert | TSV Munich 1860        | Bundesliga 2 |
| Retour de prêts   |             |           |                        |              |
| Prêts             |             |           |                        |              |
| Elliot Grandin    | France      | Transfert | Olympique de Marseille | Ligue 1      |
| Signatures pros   |             |           |                        |              |
| Départs           |             |           |                        |              |
| Biagui Kamissoko  | France      | Transfert | Stade de Reims         | Ligue 2      |
| Logan Alphant     | France      | Transfert | CS Louhans-Cuiseaux    | National     |
| Franck Dja Djédjé | France      | Transfert | RC Strasbourg          | Ligue 2      |
| Retour de prêts   |             |           |                        |              |
| Prêts             |             |           |                        |              |

## Faits marquants de la saison

### Juillet: Avant-saison
Le GF38 commence sa préparation à Raon-l'Étape face au FC Metz fraîchement relégué en Ligue 2. Un match dominé plutôt par les Messins qui menaient 2-0 à deux minutes de la fin de la première mi-temps par des buts de Barbosa à la 17e et Papiss Cissé à la 39e. Mais c'est Hicham Mahdoufi, qui est pour l'instant à l'essai chez les bleus et blancs, qui réduit l'écart pour les Grenoblois juste avant la pause. Les Isérois rentrent bien dans la seconde période si bien qu'à la 65e minute de jeu Olivier Giroud remet les compteurs à zéro, 2-2. Malgré de bonnes occasions de prendre l'avantage, notamment par un joli coup franc du « Juninho grenoblois », Hristo Yanev. Les deux équipes se séparent sur ce score nul.
Pour son deuxième match de préparation, une nouvelle fois à Raon-l'Étape, le GF38 va se mesurer à un autre relégué de Ligue 1, le RC Strasbourg. Le début de rencontre est en faveur des Isérois avec une magnifique frappe de Franck Dja Djédjé qui frôle le montant de Stéphane Cassard. La seconde période commençait alors, dans un jeu plus équilibré qu'en première mi-temps. Les Strasbourgeois se créent quelques situations dangereuses si bien que Paul Cattier est mis à contribution à la 59e minute, sur une magnifique frappe alsacienne. Hristo Yanev, qui avait déjà tiré un superbe coup franc face au FC Metz, est tout près d'ouvrir le score mais sa frappe est contrée au dernier moment par un défenseur strasbourgeois. Le score en reste là, 0-0.
Les Grenoblois se frotteront au champion 2007 roumain, le Dinamo Bucarest à Aix-les-Bains pour leur troisième match de préparation de la saison. Grenoble qui commence bien la première mi-temps, et domine dans le jeu et dans les occasions. Si bien qu'a la 10e minute de jeu, Nassim Akrour reprenait un corner et expédiait le ballon au fonds des filets adverses. À cinq minutes de la mi-temps, l'arbitre siffle un pénalty en faveur des Roumains qui égalisent à un partout. La seconde période était plus fermé et les deux équipes se créent des occasions sans concrétiser. Le match se termine donc sur un score de parité 1-1.
Trois jours après le nul face au Dinamo Bucarest, le GF38 s'attaque cette fois à son voisin stéphanois à Romans-sur-Isère pour son 4e match de préparation. Les Grenoblois qui rentre très bien dans cette rencontre, se procurent des situations dangereuses, mais pas assez pour inquiéter les verts. Les joueurs repartent aux vestiaires sur le score de 0-0. La seconde période commence par une domination grenobloise, récompensée à la 59e minute de jeu par El Moubarki qui sur une passe de Laurent Macquet aurait pu ouvrir le score. Les Stéphanois répliquaient deux minutes plus tard par David Gigliotti, qui la met au fond, 1-0 pour les verts. Dix minutes plus tard, Bouchaib El Moubarki encore ne se rate pas cette fois-ci et égalise, 1-1. Il faudra attendre la 90e minute de jeu pour voir un but et c'est Georges Ba un joueur à l'essai qui permet au GF38 de prendre l'avantage, 2-1. Deux minutes plus tard dans les arrêts de jeu, Yoric Ravet enfonce le clou, 3-1 score final pour le GF38.
Le GF38 se rend aujourd'hui à Saint-Jean-de-Maurienne pour y affronter l'OGC Nice pour son 5e match de préparation. Les Niçois qui mettent la pression sur les Grenoblois et ouvrent le score dès la 22e minute de jeu par le jeune Anthony Modeste qui marque de la tête. Nassim Akrour sur une sublime passe de Yoric Ravet avait l'occasion de revenir au score mais sa frappe est directement dans les bras du gardien niçois, Lionel Letizi. Quelques minutes plus tard c'est à nouveau au tour d'Anthony Modeste de s'illustrer avec une passe pour Loïc Rémy qui réalise le break. Cinq minutes plus tard, juste avant la mi-temps Maxence Flachez réduit l'écart à 2-1. La seconde période commence sur un jeu équilibré et des occasions de part et d'autre, à l'image de Yoric Ravet qui danse dans la surface et se joue des défenseurs du Gym frappe de peu à côté. Le GF38 ne parviendra pas à arracher le mach nul, 2-1 score final, première défaite dans ses matchs de préparation.
Le GF38 reçoit aujourd'hui Bastia au Stade des Alpes. Les Dauphinois s'imposent dès le début de la rencontre, à la 28e minute Maurito, à l'essai au GF, ouvre le score pour la formation alpine, 1-0. Une dizaine de minutes plus tard c'est Yoric Ravet qui réalise le break d'un superbe lobe sur le gardien bastiais. Les Grenoblois rentrent donc aux vestiaires avec deux buts d'avance. La seconde période commence avec un jeu beaucoup plus fermé, les Bastiais poussent mais ne marque pas. 2-0 donc score final pour le GF38.
Pour son avant-dernier match de préparation le GF38, joue contre Le Mans à Sassenage. Les Grenoblois ont le ballon durant cette première période, mais se font surprendre à la 12e minute de jeu, les Manceaux ouvre le score, 1-0. Les Grenoblois ont subi ensuite, les joueurs à l'essai tel Guminic, Veselinovic et Djabari ne se montrent pas très convaincants. Le GF38 rentre au vestiaire mené au score, 1-0. En seconde période, Guminic est tout près d'égaliser mais sa frappe passe tout près du poteau. 1-0 score final deuxième défaite de ses matchs amicaux pour le GF38.
C'est le dernier match amical avant la grande première face à Sochaux en Ligue 1. Grenoble retrouve Auxerre à Louhans-Cuiseaux pour cet ultime rencontre. Les Dauphinois qui évoluent avec leur équipe-type. Dès la troisième minute de jeu l'arbitre siffle le point de penalty à la suite d'une faute sur Laurent Batlles dans la surface. Penalty transformé par Moreira. Le math est totalement dominé par les Grenoblois qui manquent de doubler la mise à la 5e minute par Bouchaib El Moubarki. Les Bourguignons ne se procureront qu'une occasion par l'intermédiaire de Julien Quercia dont la frappe est captée par Grégory Wimbée. Juste avant la fin de la première période Bouchaib El Moubarki parvient cette fois à trouver le cadre et double la mise, 2-0 pour le GF38. La seconde période est à l'avantage du GF38 qui se procure le plus d'occasions. Juste avant le coup de sifflet final, Nassim Akrour manque l'occasion d'enfoncer le clou encore plus. 2-0 score final, bon résultat en vue du match à Sochaux.

### Août: Début de saison en fanfare
Le Grenoble Foot se déplace à Sochaux pour la première journée du Championnat de France de football L1 2008-2009 en tant qu'outsider. Les Grenoblois réalisent une bonne entame de match. Ils pressent haut et se procurent de belles occasions à l'image du défenseur Jimmy Mainfroi qui voit sa frappe passer de peu à côté. La première période se termine, 0-0. La deuxième mi-temps voit Sofiane Feghouli s'illustrer, se procurant deux occasions franche en dix minutes. Malgré ça, les Dauphinois ne parviennent pas à marquer et se font surprendre à la 78e minute sur une magnifique tête de Mevlüt Erding. Les hommes de Mécha Bazdarevic ne rougissaient pas, allaient de l'avant et égalisaient à trois minutes de la fin du temps réglementaire par Nassim Akrour. Une minute plus tard c'est au tour de Daniel Moreira de s'illustrer, 1-2 pour le GF38. Incroyable revirement de situation, le GF38 l'emporte sur le fil.
Le GF38 reçoit pour la première fois cette saison, c'est le Stade rennais ce soir. Les Grenoblois entrent dès le coup de sifflet dans le vif du sujet et se créent des situations dangereuses par l'intermédiaire de Nassim Akrour puis de Sofiane Feghouli. Nassim Akrour, encore lui, frappe du gauche des 20 m sur une passe de Daniel Moreira et ouvre le score, 1-0. La seconde période nous montre un GF38 plus défensif qui tente de tenir le score. Malgré les assauts bretons, les Grenoblois l'emportent et filent seul en tête du classement devant l'Olympique de Marseille et l'Olympique lyonnais.
Le GF38 se rend aujourd'hui à Lyon pour son premier derby de la saison. L'entame de match est catastrophique pour les hommes de Mécha Bazdarevic puisqu'au bout de six minutes de jeu, ils encaissent un but de Jean II Makoun. Les Isérois ne se laissent pas intimider et jouent les coups à fond, Grégory Wimbée d'un long dégagement trouvait Daniel Moreira qui frappe mais c'est au-dessus. À cinq minutes de la mi-temps les Grenoblois encaissent un nouveau but par Karim Benzema. La première mi-temps s'achève, 2-0 pour le septuple champion de France. Les Grenoblois reviennent des vestiaires avec de fermes intentions à l'image de Sofiane Feghouli qui à la 46e se heurte au gardien rhodanien. Quelques minutes plus tard, c'est à Romao de tenter sa chance des 20 m, mais sa frappe est contrée en corner. Le score n'évoluera pas. 2-0 pour Lyon, premier derby perdu pour les Grenoblois.
Pour clore ce mois d'août, le GF38 accueille Monaco dans son magnifique Stade des Alpes. Les Grenoblois se montraient plus dangereux que les hommes de Ricardo. À la 18e minute de jeu Daniel Moreira ouvre le score sur une passe de Nassim Akrour. Même avec ce but d'avance la formation de Mécha Bazdarevic continue d'attaquer à l'image d'un superbe jeu en triangle entre Daniel Moreira, Nassim Akrour et Franck Dja Djédjé dont la frappe passe au-dessus. La seconde période commence dans les pieds des monégasques qui ont retrouvé l'envie mais seulement dans les premières minutes. Les Grenoblois exerçaient un très bon pressing et multipliaient les attaques, les hommes de la principauté étaient découragés. 1-0 score final, permet à Grenoble de garder sa place sur le podium.

### Septembre: Relâchement à domicile
Le GF38 accueille aujourd'hui les Girondins de Bordeaux. Les Isérois sont bien rentrés dans le match, à la 6e minute de jeu Nassim Akrour trouve Sofiane Feghouli qui contrôle de la main. Ce sont les Grenoblois qui dominent et se créent le plus d'occasions, par Daniel Moreira d'abord, puis Baning et Romao. La première période s'achève sur un 0-0. La seconde période commence bien pour Grenoble puisque Alou Diarra écope d'un second carton jaune et est exclu, le GF38 est maintenant à 11 contre 10. Trois minutes plus tard, c'est Wendel qui prend directement le rouge. Grenoble évolue maintenant à 11 contre 9. Mais malgré la supériorité numérique iséroise, Jussié parvient à ouvrir le score à neuf minutes de la fin du temps réglementaire. Martial Robin est expulsé lui aussi en toute fin de rencontre. Le score en reste là, 0-1 pour les Girondins.
Après s'être incliné difficilement face aux Girondins de Bordeaux, les Grenoblois accueillent l'AS Nancy-Lorraine en 1/16ede finale de la Coupe de la Ligue. Mécha Bazdarevic avait décidé d'aligné son équipe bis. Les Isérois débutent bien dans cette partie mais ils se font surprendre dès la 15e minute par Issiar Dia qui ouvre le score, 0-1. Une dizaine de minutes plus tard Laurent Courtois frappe des 20 m et permet à ses coéquipiers de revenir à un partout. La première mi-temps se termine sur ce score de parité. La seconde période voit les Grenoblois se montrer plus entreprenants à l'image du jeune Paillot qui reprend un coup franc de Batlles mais c'est à côté. Trois minutes après bis repetita, c'est Biagui Kamissoko qui tente sa chance mais sa frappe passe à côté. À la 53e minute Nassim Akrour obtient un penalty, transformé par Dimitrijevic, 2-1 pour Grenoble. Mais un quart d'heure plus tard Joël Sami remet l'ASNL dans la course, 2-2. La prolongation peut alors commencer, à la 94e Chris Malonga donne l'avantage aux siens. Les Dauphinois s'inclinent dans leur antre pour la deuxième fois d'affilée et sont éliminés de la Coupe de la Ligue.
Le GF38 se déplace au Parc pour la 7e journée de Ligue 1. Les Grenoblois font une bonne entame de match et progressent en contre. Les actions se situent des deux côtés à l'image d'un magnifique coup franc de Laurent Batlles pour l'autre Laurent, Courtois qui frappe à côté. La première mi-temps se termine sur ce score, 0-0. La seconde période commence avec des actions de part et d'autre, les Grenoblois défendent bien et se créent de belles situations de contres. À la 77e minute Nassim Akrour s'empare du ballon et marque des 35 m d'un magnifique lobe, Mickaël Landreau ne peut rien. Le score n'évoluera pas ce sont donc les Grenoblois qui l'emporte à la surprise générale et remontent ainsi sur le podium, à la 3e place.

### Octobre: Confirmé
Le mois d'octobre commence par la réception d'un autre promu, le FC Nantes. La rencontre débute bien pour Grenoble qui se procure les meilleures occasions, à l'image d'une tête de Franck Dja Djédjé qui frôle le montant de Jérôme Alonzo. Les deux équipes poussent mais aucune ne trouve le chemin de filets. La seconde période repart et Nassim Akrour ouvre le score mais est sifflé hors jeu par Mr Hamer. Les Nantais continuaient de presser et ouvraient définitivement la marque à la 76e par Christian Bekamenga. Le score en reste là, 1-0 pour les canaris.
Juste avant leurs déplacement en Normandie, les Grenoblois vont accueillir les Suisses de Nyon pour un match amical. Albert Baning et Biagui Kamissoko ont été les deux buteurs grenoblois. Les deux équipes se sont séparées sur un score de parité, 2 partout.
Le GF38 se déplace à Caen en vue de la 9e journée de Ligue 1. La première mi-temps commence à deux-mille à l'heure, les Grenoblois se créent des occasions dès le début de la rencontre. Si bien qu'à la 19e minute de jeu, Nassim Akrour ouvre le score sur un centre parfait de Laurent Courtois. Cependant cinq minutes plus tard, Steve Savidan remet les compteurs à zéro sur un pénalty sifflé pour une main involontaire de Laurent Batlles dans la surface de réparation. Les Grenoblois redoublaient d'effort mais ne parvenaient pas à reprendre l'avantage avant la fin de la première période. En seconde mi-temps, les Isérois évoluaient en contre et attendaient les Normands dans leur propre moitié de terrain. Mais à la 58e minute, Steve Savidan délivrait un centre parfait à Florentin qui permet à Caen de prendre l'avantage. Les Grenoblois de baissent pas les bras et continuent à poussait. Ce qui leur permet d'arracher le point du match nul à la 72e par Daniel Moreira.
Le GF38 se déplace à Geoffroy-Guichard pour son deuxième derby de l'année. Les supporters grenoblois sont venus en masse et croient en la victoire du GF38 en vue du classement des Stéphanois, relégables. Le match ne pouvait pas mieux débuter pour les Isérois puisqu'au bout de trois minutes de jeu Daniel Moreira ouvre le score sur un centre parfait signé Laurent Courtois. Les verts se sont réveillés et exercent un bon pressing sur les hommes de Mécha Bazdarevic. La seconde période repart de plus belle puisque les Dauphinois manquent de doubler la mise à deux ou trois reprises. Mais les attaques alpines ont fini par payer et à dix minutes de la fin Franck Dja Djédjé fait le break d'une superbe tête. Le derby se termine donc sur une victoire grenobloise.
Le mois d'octobre se termine par la réception du LOSC au Stade des Alpes. Les dogues qui rentrent mieux dans le match que le GF38 puisqu'au bout cinq minutes Florent Balmont touche la transversale de Grégory Wimbée. Le GF38 se réveille à peu près dix minutes plus tard sur un centre de Martial Robin, Moreira, rase le montant de Grégory Malicki. La seconde période recommence sur un jeu équilibré qui voit les deux équipes se créer des occasions. Mais rien y fait aucune des deux formations ne veut céder, le score en reste donc là 0-0.

### Novembre
Le jour de la Toussaint, les Isérois se déplacent à Lorient. Le GF38 réalise une bonne entame de match et se crée quelques situation dangereuse à l'image d'une reprise de Laurent Courtois boxée par Cappone. Grenoble domine mais ne marque pas. La seconde période commence sur les chapeaux de roues, avec des actions des deux côtés mais sur une superbe action collective de Feghouli qui centre pour Laurent Courtois qui ouvre la marque à la 54e minute de jeu. Cinq minutes plus tard Abriel égalise sur un penalty sifflé par Mr Piccirillo. Les Grenoblois poussent pour tenter d'arracher la victoire, mais rien à faire le score en reste là.
Le GF38 accueille l'Olympique de Marseille dans un Stade des Alpes en ébullition, plus de 19 648 spectateurs sont au rendez-vous. La rencontre débute mal puisqu'en quatre minutes Hatem Ben Arfa parvient à ouvrir le score, 1-0 pour l'OM. Les Isérois ne rougissent pas et partent à l'attaque mais Steve Mandanda est dans un grand soir. À la demi-heure de jeu Baky Koné remporte son duel avec Grégory Wimbée et double la mise, 2-0 pour Marseille après 30 minutes de jeu. La seconde période commence mieux que la première pour le GF38 qui se crée plus d'occasions que les Phocéens mais qui n'arrive pas à concrétiser. Mais ce sont finalement les hommes d'Eric Gerets qui marquent et enfoncent le clou, par Cheyrou, 3-0 pour l'OM score final. Le GF38 ce sera bien battu mais l'OM était bien trop en jambes.
Le GF38 se déplace aujourd'hui à Toulouse pour la 14e journée de Ligue 1. Le match commence mal pour les hommes de Mécha Bazdarevic puisqu'au bout de deux minutes de jeu, sur une frappe d'André-Pierre Gignac qui trompe Grégory Wimbée, les Toulousains ouvrent le score. Les Grenoblois se battent pour égaliser mais buttent sur un Cédric Carrasso impeccable. Juste après le quart d'heure de jeu, Gignac, encore lui, double la mise. La seconde période recommence sur un jeu très équilibré de part et d'autre mais sans occasion franche des deux côtés. Le match s'achève donc sur ce score de 2 à 0.
Le GF38 accueille Le Havre pour le compte de la 15e journée de Ligue 1. Le match commence plutôt bien pour la formation de Mécha Bazdarevic sur une action de Martial Robin qui centre pour Moreira qui frappe à côté. Le GF38 multiplie les attaques mais Revault est vigilant, Le Havre ne se crée qu'une seule occasion durant la première période, bien captée par Wimbée. La seconde période commence de la même façon que s'était terminé la première c'est-à-dire une domination totalement grenobloise. Malgré les nombreuses tentatives de Nassim Akrour et de Laurent Batlles, les deux équipes se séparent sur ce score nul et vierge.

### Décembre
Le GF38 reçoit aujourd'hui, l'AJ Auxerre. Les Bourguignons qui auront cette première mi-temps à leur avantage avec plusieurs actions inquiétant Wimbée. Les Grenoblois se réveillent tard, dans le dernier quart d'heure de la première période, ils commencent à se créer des occasions, mais ça ne rentre pas. Dès le coup de sifflet de la seconde mi-temps le GF38 se met à attaquer à l'image de Romao qui frappe des 20 m à côté des buts de Rémy Riou. Les Grenoblois multiplient les attaques mais les Auxerrois ne cèdent pas. Daniel Moreira frappe des 16 m pour la dernière action mais ça n'aura rien donné. 0-0 score final, le deuxième en deux matchs.
Le 10 décembre en match reporté de la 16e journée. Les Grenoblois se déplacent donc à Nice. Les Niçois entre bien dans la rencontre, il ne leur faut que quelques minutes pour inquiéter Grégory Wimbée et toucher le poteau sur coup franc. Les Grenoblois répliquent ensuite. Cette première mi-temps fut équitable même avec un terrain difficile. La seconde période voit Grenoble se procurer la première occasion par Martial Robin. Daniel Moreira et Sofiane Feghouli tentent coups sur coups leurs chances mais ne trouvent pas la faille dans la défense niçoise. Mais c'est Macquet qui dans le dernier quart d'heure se crée la plus belle occasion de la rencontre sur une passe millimétrée d'Akrour. Le score n'évolue pas et le GF38 n'en fini plus avec ces résultats nuls et vierges.
Le 13 décembre 2008, Grenoble se déplace à Nancy. La première mi-temps est à l'avantage des Lorrains qui se procurent plusieurs situations dangereuses et marquent dès la 17e minute par Julien Feret. Les Grenoblois ne sont pas abattus pour autant, sur un centre de Daniel Moreira pour Dja Djédjé, ils manquent de remettre les compteurs à zéro. La seconde mi-temps est cette fois à l'avantage des Grenoblois qui poussent pour tenter d'égaliser mais sur un contre d'Issiar Dia, les Nancéiens font le break, 2-0 à la 66e minute de jeu. Le score en reste là.
Le 20 décembre 2008, Grenoble reçoit Le Mans, dernier match avant la trêve et le mercato d'hiver. Le début du match est totalement grenoblois. À la 33e minute sur un centre repris de la tête par Franck Dja Djédjé sur le poteau, Albert Baning inscrit son premier but de la saison et permet à Grenoble de mener 1-0 juste avant la pause. Dès le début de la seconde période, les Grenoblois obtiennent un corner grâce à une action de Feghouli, corner tiré par Laurent Batlles directement sur la tête de Paillot qui propulse le ballon au fond des filets de Yohann Pelé. Les Manceaux avaient encore de la ressource et dix minutes plus tard ils réduisent l'écart à 2-1 par l'intermédiaire de Modibo Maïga de la tête. Le score en reste là, cette victoire donne un peu d'air aux Grenoblois juste avant la trêve.

### Janvier
C'est la rentrée pour le GF38. Et c'est la Coupe de France qui est au rendez-vous. Les Grenoblois se déplacent à Raon-l'Étape. Une petite équipe certes mais bien regroupée défensivement, les Isérois n'arrivent pas à trouver la faille. Les deux équipes parvenaient à se créer des situations dangereuses mais aucune n'a pu concrétiser. 0-0 à la fin des 90 minutes de jeu, l'arbitre peut alors siffler la prolongation. La prolongation n'a rien donné, il faut donc passer à l'épreuve fatale des tirs au but, remportée finalement 4-3 par les Grenoblois qui auront tremblé jusqu'au bout.
Le GF38 se rend à Rennes pour la reprise. Les Rennais qui n'ont connu qu'une seule fois la défaite cette saison, contre... le GF38 ! La première mi-temps débute très bien pour les Dauphinois malgré un terrain gelé. Une superbe reprise de volée d'Akrour sur un centre de Daniel Moreira passera juste au-dessus de la transversale de Nicolas Douchez. La seconde période n'est pas au beau fixe pour les Grenoblois puisqu'en dix secondes Moussa Sow, ouvre le score, il répond alors au magnifique but qu'avait inscrit Nassim Akrour lors du match aller au Stade des Alpes. Les Rennais dominent alors largement le match jusqu'à la 70e minute où Feghouli réalise un superbe enchaînement, contrôle de la poitrine et frappe des 30 m, boxée par Nicolas Douchez. À la 88e minute Sandy Paillot reprend un corner de Batlles et place une magnifique tête sur la transversale du gardien breton. 1-0 score final, qui ne reflète par vraiment la physionomie de la rencontre.
Le GF38 accueille aujourd'hui le leader lyonnais après s'être déplacé chez le troisième la semaine dernière. La première période commence bien avec des actions de part et d'autre. Mais les Grenoblois se font surprendre à la 14e minute par Ederson. Les Isérois tentent d'égaliser mais c'était sans compter sur un Hugo Lloris irréprochable. La seconde période repart sur une belle action de Larsen Touré dégagée en corner. Les Grenoblois poussent mais les Lyonnais ne cèdent pas, ils parviennent même à doubler la mise à la 77e. Les Grenoblois se seront bien battus mais le derby sera remporté par les Rhodaniens.
Le GF38 est maintenant en 1/16e de finale de la Coupe de France et affronte le petit Poucet de DH, Grande-Synthe. Le petit Poucet qui au bout de 12 minutes de jeu ouvre le score. Mais les Grenoblois ont déjà fait tomber plus fort que ça alors à la 29e minute de jeu Nassim Akrour d'un coup de tête rageur remet les compteurs à zéro. La seconde période est totalement grenobloise, but de Larsen Touré à la 47e minute. Bouchaib El Moubarki mit définitivement fin au rêve des locaux dans les arrêts de jeu, à la 94e. Et revoilà Grenoble en 1/8e de finale quatre ans après leur exploit.
Après s'être rassuré en Coupe de France, les Grenoblois ont besoin d'engranger des points. Ils se déplacent à Monaco pour le compte de la 22e journée de Ligue 1. Le match s'engage bien et ils réussissent à établir leur jeu en évoluant pendant presque toute la première période dans le camp monégasque, et se créent quelques actions dangereuses, par Feghouli sur coup-franc dans les toutes premières minutes, puis par deux frappes d'Akrour qui passent juste à côté ainsi qu'une tête de Sandy Paillot rasant la barre transversale. Par contre la seconde période est en faveur des monégasques. Ils sont récompensés à la 68e sur une frappe de Licata qui reprend un centre venu de la gauche, les Monégasques ouvrent le score. Le score en reste là, 1-0, un résultat logique au vu de la seconde période.

### Février
Le GF38 accueille le Valenciennes FC pour la 23e journée de Ligue 1. Elliot Grandin joue son premier match sous les couleurs du GF38. Pierre Boya entre en jeu en seconde période tout seul en pointe avec Daniel Moreira en soutien lui aussi entré en lieu et place de Nassim Akrour, il se procure quelques occasions. Ce sera finalement sur ce score nul et vierge que se séparent les deux équipes, les Isérois remontent provisoirement à la 12e place du classement.
Le GF38 se déplace à Bordeaux. Les Isérois créent la surprise et sont beaucoup plus entreprenants qu'on ne l'aurait cru. Le score en reste a 0-0 à la mi-temps. La seconde période commence bien pour Bordeaux qui se procure de belles occasions, qui profitent à la 59e minute à Chamakh qui sur un ballon récupéré après un arrêt de Wimbée sur une frappe de Fernando Cavenaghi ouvre le score, 1-0, pour les Girondins. À la 76e la recrue marseillaise Bostjan Cesar inscrit un but de la tête 1-1. Deux minutes plus tard, Sofiane Feghouli se présente face à Ramé et est tout près de donner la victoire au GF38 sur une magnifique frappe qui finit sur la barre transversale. Ce sera sur ce score nul que se séparent les deux équipes, les Isérois auraient pu prendre les trois points.
Pour le compte de la 25e journée de Ligue 1, les Dauphinois reçoivent un autre prétendant au titre, le PSG. Durant la première mi-temps, les Grenoblois poussaient à l'image de Laurent Batlles, Feghouli et Romao qui ratèrent le cadre coup sur coup. La seconde période est d'autant plus dominée par le GF38 après le premier quart d'heure mais les Parisiens bien en place n'ont pas cédé. Les 22 acteurs se séparent sur ce score nul et vierge, un match qui a donné tout de même un bon spectacle aux supporters.
La GF38 se déplace en terre nantaise pour la 26e journée, un concurrent direct dans l'opération maintien. Nantes domine la première mi-temps, la défense grenobloise est trop fébrile, à tel point qu'à la 39e minute Ivan Klasnic trouve la faille, 1-0 pour les canaris. Au retour des vestiaires, les Grenoblois reviennent avec de meilleures intentions. Un penalty indiscutable pour une faute d'Alonzo sur Daniel Moreira n'est pas sifflé pourtant le gardien nantais avait bel et bien les deux pieds décollés du sol. Les Isérois parviennent tout de même à égaliser dans le Money Time par une tête splendide de Sandy Paillot. L'arbitre siffle la fin de cette rencontre, les Grenoblois ont réussi à arracher le point du nul sur un match qu'il ne fallait surtout pas perdre.

### Mars
Le 3 mars, les Isérois se rendent à Dijon pour tenter de se qualifier pour la 3e fois de son histoire en 1/4 de finale de la mythique Coupe de France. Les Dijonnais font le pressing et jouent bien au ballon. Ils ouvrent le score dès la 16e minute par l'intermédiaire de Stéphane Morisot. Deux minutes plus tard, réplique d'une superbe tête dans la lucarne de Perraud. La seconde mi-temps resta totalement fermée, chacune des deux formations attendant l'erreur de l'autre. L'arbitre siffle alors la fin de la seconde période, la prolongation peut alors commencer. Les Dijonnais poussent mais Le Crom est impérial ce soir. Les tirs au but sont sans faute pour le GF38, alors que Le Crom, encore lui, arrêta le second pénalty bourguignons qui ratèrent par la suite leur dernier tir sur la barre. Le GF38 est de retour en 1/4 de finale de la Coupe de France après quatre ans d'absence.
Après sa qualification en 1/4 de finale de Coupe de France le GF38 doit se remettre dans le bain du championnat et penser au maintien qui se jouera en partie ce soir face à Caen. Les Grenoblois dominaient la première période sur tous les plans d'autant plus qu'ils jouaient à 11 contre dix depuis l'expulsion de Leca à la 10e minute de jeu. Donc ouverture du score logique du GF38 par Paillot à la 31e minute. La seconde période tournait en faveur des Normands, se créant plus d'occasions, et égalisant à 1-1 à cinq minutes de la fin. Le match semblait plié mais sur un coup de génie de Larsen Touré, le GF38 parvient à arracher la victoire et les 3 points, laissant Caen s'enfoncer de plus en plus dans la zone rouge.
Voilà le dernier derby de la saison pour les Grenoblois après s'être incliner deux fois face à Lyon, et après avoir battu l'ASSE 2-0 à Geoffroy Guichard, le GF38 se doit de l'emporter pour ne pas être relégué. Le match commence très bien pour Grenoble, à l'image d'Elliot Grandin qui tentait le lobe sur Jérémie Janot, lobe qui finira finalement sur la transversale. La seconde période commençait encore une fois à l'avantage des Grenoblois, Laurent Batlles, marquait un but refusé pour une position de hors jeu de l'ex-caennais Elliot Grandin. Les Stéphanois ne se sont pas dangereux excepté sur une frappe d'Ilan. Mécha Bazdarevic se fait alors exclure du terrain après Franck Dumas la semaine dernière, pour contestation. C'était ensuite au tour de Saint-Étienne de se voir refuser un but. On entrait alors dans le fameux "Money Time", Nassim Akrour d'une superbe reprise de volley envoie le ballon au fond des filets. Et encore une fois le temps additionnel a été profitable aux Grenoblois qui l'emportent sur le fil 1-0.
Le GF38 reçoit pour la première fois cette année en Coupe de France et c'est l'AS Monaco qui est l'heureux élu. La première mi-temps débute sur les chapeaux de roues pour le GF38 qui ne sort presque plus de la surface monégasque. Il marque à la 14e minute sur une passe de Laurent Batlles pour Daniel Moreira qui exécute un petit pont sur Ruffier et envoie le ballon au fond des filets. Les Grenoblois ne se relâchent pas et continuent à bien faire circuler le ballon et jouent à une touche de balle. La seconde période commence sur les mêmes bases que s'était terminée la première, c'est-à-dire sur une domination totale grenobloise, accentuée à la 54e minute par le capitaine grenoblois Nassim Akrour qui sur une remise d'un Laurent Courtois étincelant, efface le gardien et envoie le ballon dans le but vide. Les Monégasques tentaient de réagir mais péchaient dans la finition. 2-0 score final, le GF38 se qualifie pour la première fois de l'histoire du club en 1/2 finale de la Coupe de France, à un match du Stade de France.
Le GF38 se rend aujourd'hui à Lille après une série de huit matchs sans défaite toutes compétitions confondues. Le match ne débute pas vraiment en faveur du GF38 même si Elliot Grandin manque de peu d'ouvrir le score. Mais à la 12e minute de jeu un penalty, sur un contact avec Daniel Moreira, donne l'avantage au LOSC par Michel Bastos. Les Grenoblois dominent ensuite et se créent de bonne actions mais tombent sur une solide défense nordiste puis sur une situation de contre Vittek en face à face avec Grégory Wimbée remporte son duel et double la mise cinq minutes avant le coup de sifflet de la mi-temps. La seconde période reprend, les Lillois dominaient. Mais les Dauphinois continuaient de presser et d'attaquer. Mais comme tout le monde le sait les Isérois sont surnommés les rois du Money-Time, ayant marqué plus de la moitié de leurs buts dans les dix dernières minutes de leurs matchs. Sandy Paillot pour son 4e but de la saison réduisait le score à 2-1 à la 91e. Une défaite qui ne condamne pas le GF38 qui est encore en bonne voie pour le maintien.

### Avril
Après la trêve internationale, le GF38 accueille les Bretons de Lorient. Le match débute bien pour les hommes de Mécha Bazdarevic qui avait le ballon et les occasions à leur avantage jusqu'à la demi-heure de jeu où sur un superbe coup franc direct de Kevin Gameiro trompait Grégory Wimbée d'une frappe imparable, 1-0 pour les merlus à 15 minutes de la mi-temps. Les Grenoblois tentaient le tout pour le tout pour égaliser avant la mi-temps, à l'image d'une magnifique frappe de Pierre Boya bien captée par Audard. Les 22 acteurs retournent donc aux vestiaires avec un score en faveur des visiteurs. La seconde mi-temps était à l'avantage du GF38 qui enchaînait les situations dangereuses, mais sur un contre, Gabriel Obertan fait le break à la 51e. Les Isérois poussent pour tenter de revenir dans la rencontre avec une frappe de Pierre Boya dégagée en corner, corner tiré par Laurent Batlles qui n'a rien donné. À la 70e Nassim Akrour parvient trouver la faille et à remettre ses coéquipiers dans le droit chemin. Mais le Stade des Alpes a très vite déchanté puisque huit minutes plus tard Morgan Amalfitano porte le score à 3-1 et refait le break d'un magnifique lobe sur Grégory Wimbée. Juste avant ce but les Grenoblois ont pu voir l'entraîneur adjoint Stéphane Gilli expulsé par M. Duhamel pour contestation sur un penalty non sifflé en faveur du GF38. Laurent Batlles tentait à la 87e minute de réduire l'écart d'une frappe désespérée mais en vain. Les Grenoblois devront absolument ramener au moins un point du Stade Vélodrome la semaine prochaine pour recommencer à prendre des points dans le sprint final.
Le GF38 se rend aujourd'hui à Marseille, qui a une grosse pression sur les épaules puisque s'il l'emporte il pourra devenir partiellement leader du championnat. Les supporters grenoblois sont près de 2000 à avoir fait le déplacement. Les Grenoblois débutent bien la rencontre, ils font le jeu, provoquant quelques situations dangereuses, à l'image de Daniel Moreira à la 40e qui est au face à face avec Steve Mandanda mais malheureusement sa frappe ne trouve pas le cadre. L'arbitre siffle la fin de la mi-temps sur un public marseillais mécontent de la mauvaise prestation de leur équipe. La seconde période reprend mais cette fois-ci à l'avantage des hommes d'Eric Gerets qui trouvent la faille cinq minutes après la reprise sur un penalty de Taye Taiwo provoqué par Mathieu Valbuena, sept minutes plus tard c'est au tour du défenseur Hilton de s'illustrer, il double la mise, 2-0. Les Grenoblois tentaient de réagir mais c'était sans compter sur un bloc défensif marseillais impeccable du fait du retour de Julien Rodriguez. À la 65e Taye Taiwo trouve une nouvelle fois le cadre et porte le score à 3-0, sur un coup franc tiré d'une force incroyable. À une minute de la fin du temps réglementaire Brandao conclu le match, 4-0. Les Grenoblois ne se montraient pas pour autant abattus puisqu'une nouvelle fois dans le Money Time, il marque par l'intermédiaire de Laurent Courtois, l'ancien milieu de terrain de Levante, sauve l'honneur, 4-1 score final.
Le GF38 joue aujourd'hui face à un autre prétendant au titre, le Toulouse FC. Les Grenoblois commencent leur match de la meilleure des façons, en restant maître du jeu et se procurant de belles situations de buts à l'image de Larsen Touré à la 14e à peine rentré à la suite de la blessure de Nassim Akrour manque d'ouvrir le score sur un caviar offert par Laurent Courtois. Les Toulousains répliquaient par l'intermédiaire de André-Pierre Gignac mais Grégory Wimbée est vigilant. Les Grenoblois poussaient en cette fin de première mi-temps, effort récompensé puisqu'à la suite d'une faute de main dans la surface toulousaine, l'arbitre indique le point de penalty, Laurent Courtois le transforme, 1-0 pour le GF38 à cinq minutes de la fin de la première période. La seconde période repart et les Toulousains montrent un tout autre visage, ils tentent de revenir au score sur plusieurs actions dangereuses mais les Isérois gèrent bien leurs avantages. Le match se termine sur ce score, 1-0 en faveur des Grenoblois qui mettent fin à une série de trois défaites consécutives.
Le GF38 reçoit aujourd'hui, le Stade rennais, pour jouer pour la première fois de son histoire une demi-finale de Coupe de France. Les Grenoblois entament bien la rencontre, puisqu'ils ont la possession du ballon et les occasions. Dès la 10e minute Laurent Courtois tente sa chance mais sa frappe est déviée par un défenseur rennais. Dix minutes plus tard, Moussa Sow ouvre le score contre le cours du jeu sur un contre pour les hommes de Guy Lacombe. Les Grenoblois ont été coupés dans leur élan par ce but et laissent désormais les Rennais faire le jeu de plus en plus à tel point qu'ils se procurent quatre occasions de faire le break, Moussa Sow étant impliqué dans chacune d'elles. Juste avant la mi-temps, Pierre Boya parvient à se retourner dans la surface de Nicolas Douchez mais touche la barre transversale, le gardien breton était battu. La seconde période repart et voit les grenoblois se libérer petit à petit à l'image de Pierre Boya, encore lui, à la 68e minute. L'entraîneur alpin fait entrer coup sur coup Larsen Touré et Bouchaib El Moubarki pour tenter absolument d'égaliser. Mais les Rennais tiennent et éliminent un GF38 crispé par l'enjeu.
Le GF38 se déplace aujourd'hui chez les Normands du Havre, lanterne rouge de Ligue 1. Les Grenoblois se déplacent avec la ferme intention de ramener les trois points chez des Havrais déjà condamné à la redescente. Les Normands entamaient mieux la rencontre que le GF38 avec des actions qui débutaient dès la 5e minute et Grégory Wimbée était mis fortement à contribution aux 14e et 17e minute. Les Isérois se sont peu après ressaisit et gardaient le ballon tout en allant de l'avant à l'image de Larsen Touré qui touche la barre à la 31e minute de jeu. Dix minutes plus tard, les Dauphinois étaient récompensés de leurs efforts avec une superbe action collective, Alaixys Romao intercepte le ballon et passe à Laurent Courtois pour Daniel Moreira qui centre pour Pierre Boya qui ouvre logiquement le score, 1-0 à quatre minutes de la mi-temps. Au retour des vestiaires, les Havrais étaient déterminé à combler leur retard et tenter le tout pour le tout, mais Grégory Wimbée très vigilant repousse toutes tentatives. Le match se termine alors sur ce score de 1-0 en faveur des Grenoblois qui désormais assuré leur maintien à 99,99 % puisqu'il ne leur manque plus qu'un seul point.

### Mai
Les grenoblois sont complètement relâchés puisqu'ils ont empoché leur maintien, pour preuve, ils n'ont pris que 3 points sur 15 possibles lors des 5 dernières journées avec 3 nuls et 2 défaites.

## Les rencontres de la saison

### Matchs amicaux
| Date            | Adversaire       | Lieu                    | Score | Buteurs                                  | Public | Diffusion |
| 6 juillet 2008  | FC Metz          | Raon-l'Étape            | 2 - 2 | Mahdoufi (45e), Giroud (65e)             | 1 500  |           |
| 12 juillet 2008 | RC Strasbourg    | Raon-l'Étape            | 0 - 0 |                                          | 1 000  |           |
| 16 juillet 2008 | Dinamo Bucarest  | Aix-les-Bains           | 1 - 1 | Akrour (10e)                             | 1 300  |           |
| 19 juillet 2008 | AS Saint-Étienne | Romans                  | 3 - 1 | El Moubarki (59e), Ba (90e), Ravet (92e) | 5 000  |           |
| 23 juillet 2008 | OGC Nice         | Saint-Jean-de-Maurienne | 1 - 2 | Flachez (45e)                            | 3 000  |           |
| 26 juillet 2008 | SC Bastia        | Grenoble                | 2 - 0 | Maurito (28e), Ravet (39e)               | 2 000  |           |
| 30 juillet 2008 | Le Mans UC       | Sassenage               | 0 - 1 |                                          | 950    |           |
| 2 août 2008     | AJ Auxerre       | Louhans-Cuiseaux        | 2 - 0 | Moreira (5e), El Moubarki (40e)          | 200    |           |
| 10 octobre 2008 | Nyon             | Nyon                    | 2 - 2 | Baning (--'), Kamissoko (--')            | NC     |           |

### Ligue 1
| Date              | Journée | Adversaire             | Lieu | Score | Rapport | Buteurs                        | Class. | Public | Diffusion   |
| 9 août 2008       | J01     | FC Sochaux             | Ext. | 1 - 2 | Rapport | Akrour (87e), Moreira (89e)    | 2e     | 14 998 | Foot+       |
| 16 août 2008      | J02     | Stade rennais          | Dom. | 1 - 0 | Rapport | Akrour (21e)                   | 1er    | 17 535 | Foot+       |
| 23 août 2008      | J03     | Olympique lyonnais     | Ext. | 2 - 0 | Rapport |                                | 7e     | 38 754 | Orange Foot |
| 30 août 2008      | J04     | AS Monaco              | Dom. | 1 - 0 | Rapport | Moreira (18e)                  | 5e     | 18 885 | Foot+       |
| 13 septembre 2008 | J05     | Valenciennes FC        | Ext. | 1 - 1 | Rapport | Courtois (90e)                 | 4e     | 11 565 | Foot+       |
| 20 septembre 2008 | J06     | Girondins de Bordeaux  | Dom. | 0 - 1 | Rapport |                                | 8e     | 19 019 | Foot+       |
| 27 septembre 2008 | J07     | Paris SG               | Ext. | 0 - 1 | Rapport | Akrour (76e)                   | 4e     | 43 550 | Orange Foot |
| 4 octobre 2008    | J08     | FC Nantes              | Dom. | 0 - 1 | Rapport |                                | 8e     | 18 355 | Foot+       |
| 18 octobre 2008   | J09     | SM Caen                | Ext. | 2 - 2 | Rapport | Akrour (19e), Moreira (74e)    | 10e    | 17 632 | Foot+       |
| 25 octobre 2008   | J10     | AS Saint-Étienne       | Ext. | 0 - 2 | Rapport | Moreira (3e), Dja Djedje (82e) | 7e     | 31 579 | Foot+       |
| 29 octobre 2008   | J11     | Lille OSC              | Dom. | 0 - 0 | Rapport |                                | 6e     | 16 868 | Foot+       |
| 1er novembre 2008 | J12     | FC Lorient             | Ext. | 1 - 1 | Rapport | Courtois (53e)                 | 8e     | 10 688 | Foot+       |
| 8 novembre 2008   | J13     | Olympique de Marseille | Dom. | 0 - 3 | Rapport |                                | 9e     | 19 648 | Foot+       |
| 15 novembre 2008  | J14     | Toulouse FC            | Ext. | 2 - 0 | Rapport |                                | 11e    | 14 406 | Foot+       |
| 22 novembre 2008  | J15     | Le Havre AC            | Dom. | 0 - 0 | Rapport |                                | 11e    | 16 093 | Foot+       |
| 10 décembre 2008  | J16     | OGC Nice               | Ext. | 0 - 0 | Rapport |                                | 11e    | 10 064 | Foot+       |
| 6 décembre 2008   | J17     | AJ Auxerre             | Dom. | 0 - 0 | Rapport |                                | 11e    | 16 221 | Foot+       |
| 13 décembre 2008  | J18     | AS Nancy-Lorraine      | Ext. | 2 - 0 | Rapport |                                | 14e    | 19 612 | Foot+       |
| 20 décembre 2008  | J19     | Le Mans UC             | Dom. | 2 - 1 | Rapport | Baning (34e), Paillot (47e)    | 11e    | 15 019 | Foot+       |
| 10 janvier 2009   | J20     | Stade rennais          | Ext. | 1 - 0 | Rapport |                                | 12e    | 19 506 | Foot+       |
| 17 janvier 2009   | J21     | Olympique lyonnais     | Dom. | 0 - 2 | Rapport |                                | 12e    | 19 264 | Foot+       |
| 31 janvier 2009   | J22     | AS Monaco              | Ext. | 1 - 0 | Rapport |                                | 14e    | 6 710  | Foot+       |
| 8 février 2009    | J23     | Valenciennes FC        | Dom. | 0 - 0 | Rapport |                                | 12e    | 15 960 | Foot+       |
| 14 février 2009   | J24     | Girondins de Bordeaux  | Ext. | 1 - 1 | Rapport | Cesar (76e)                    | 12e    | 21 392 | Foot+       |
| 21 février 2009   | J25     | Paris SG               | Dom. | 0 - 0 | Rapport |                                | 12e    | 18 097 | Foot+       |
| 28 février 2009   | J26     | FC Nantes              | Ext. | 1 - 1 | Rapport | Paillot (94e)                  | 12e    | 23 717 | Foot+       |
| 7 mars 2009       | J27     | SM Caen                | Dom. | 2 - 1 | Rapport | Paillot (31e), Touré (94e)     | 9e     | 15 377 | Foot+       |
| 14 mars 2009      | J28     | AS Saint-Étienne       | Dom. | 1 - 0 | Rapport | Akrour (93e)                   | 9e     | 18 797 | Foot+       |
| 21 mars 2009      | J29     | Lille OSC              | Ext. | 2 - 1 | Rapport | Paillot (91e)                  | 12e    | 14 385 | Foot+       |
| 4 avril 2009      | J30     | FC Lorient             | Dom. | 1 - 3 | Rapport | Akrour (70e)                   | 13e    | 16 297 | Foot+       |
| 11 avril 2009     | J31     | Olympique de Marseille | Ext. | 4 - 1 | Rapport | Courtois (93e)                 | 13e    | 56 953 | Foot+       |
| 18 avril 2009     | J32     | Toulouse FC            | Dom. | 1 - 0 | Rapport | Courtois (39e)                 | 13e    | 16 855 | Foot+       |
| 25 avril 2009     | J33     | Le Havre AC            | Ext. | 0 - 1 | Rapport | Boya (41e)                     | 11e    | 12 394 | Foot+       |
| 2 mai 2009        | J34     | OGC Nice               | Dom. | 0 - 0 | Rapport |                                | 12e    | 15 994 | Foot+       |
| 13 mai 2009       | J35     | AJ Auxerre             | Ext. | 2 - 0 | Rapport |                                | 12e    | 10 738 | Foot+       |
| 16 mai 2009       | J36     | AS Nancy-Lorraine      | Dom. | 0 - 0 | Rapport |                                | 12e    | 15 498 | Foot+       |
| 23 mai 2009       | J37     | Le Mans UC             | Ext. | 1 - 1 | Rapport | Cesar (70e)                    | 13e    | 11 858 | Foot+       |
| 30 mai 2009       | J38     | FC Sochaux             | Dom. | 0 - 1 | Rapport |                                | 13e    | 17 334 | Foot+       |

### Coupe de la Ligue
| Date              | Tour | Adversaire        | Lieu | Score        | Rapport | Buteurs                            | Public | Diffusion         |
| 24 septembre 2008 | 1/16 | AS Nancy-Lorraine | Dom. | 2 - 3 (a.p.) | Rapport | Courtois (27e), Dimitrijević (54e) | 6 419  | France Télévision |

### Coupe de France
| Date            | Tour | Adversaire    | Lieu | Score         | Rapport | Buteurs                                      | Public | Diffusion         |
| 3 janvier 2009  | 1/32 | Raon-l'Étape  | Ext. | 0 - 0 tab 3-4 | Rapport |                                              | 1 867  |                   |
| 25 janvier 2009 | 1/16 | Grande-Synthe | Ext. | 1 - 3         | Rapport | Akrour (29e), Touré (47e), El Moubarki (92e) | 4 000  |                   |
| 3 mars 2009     | 1/8  | Dijon FCO     | Ext. | 1 - 1 tab 2-4 | Rapport | Akrour (18e)                                 | 4 523  |                   |
| 18 mars 2009    | 1/4  | AS Monaco     | Dom. | 2 - 0         | Rapport | Moreira (13e), Akrour (54e)                  | 14 065 | France Télévision |
| 21 avril 2009   | 1/2  | Stade rennais | Dom. | 0 - 1         | Rapport |                                              | 17 822 | France Télévision |

## Affluence
Lors de cette saison, le stade des Alpes a accueilli en moyenne 17 216 spectateurs.

## Classement
| Rang | Équipe                 | Pts | J  | G  | N  | P  | Bp | Bc | Diff |
| ---- | ---------------------- | --- | -- | -- | -- | -- | -- | -- | ---- |
| 1    | Girondins de Bordeaux  | 80  | 38 | 24 | 8  | 6  | 64 | 34 | +30  |
| 2    | Olympique de Marseille | 77  | 38 | 22 | 11 | 5  | 67 | 35 | +32  |
| 3    | Olympique lyonnais (T) | 71  | 38 | 20 | 11 | 7  | 52 | 29 | +23  |
| 4    | Toulouse FC            | 64  | 38 | 16 | 16 | 6  | 45 | 27 | +18  |
| 5    | Lille OSC              | 64  | 38 | 17 | 13 | 8  | 51 | 39 | +12  |
| 6    | Paris SG               | 64  | 38 | 19 | 7  | 12 | 49 | 38 | +11  |
| 7    | Stade rennais          | 61  | 38 | 15 | 16 | 7  | 42 | 34 | +8   |
| 8    | AJ Auxerre             | 55  | 38 | 16 | 7  | 15 | 35 | 35 | 0    |
| 9    | OGC Nice               | 50  | 38 | 13 | 11 | 14 | 40 | 41 | -1   |
| 10   | FC Lorient             | 45  | 38 | 10 | 15 | 13 | 47 | 47 | 0    |
| 11   | AS Monaco              | 45  | 38 | 11 | 12 | 15 | 41 | 45 | -4   |
| 12   | Valenciennes FC        | 44  | 38 | 10 | 14 | 14 | 35 | 42 | -7   |
| 13   | Grenoble Foot 38 (P)   | 44  | 38 | 10 | 14 | 14 | 24 | 37 | -13  |
| 14   | FC Sochaux-Montbéliard | 42  | 38 | 10 | 12 | 16 | 40 | 48 | -8   |
| 15   | AS Nancy-Lorraine      | 42  | 38 | 10 | 12 | 16 | 38 | 47 | -9   |
| 16   | Le Mans UC 72          | 40  | 38 | 10 | 10 | 18 | 43 | 54 | -11  |
| 17   | AS Saint-Étienne       | 40  | 38 | 11 | 7  | 20 | 40 | 56 | -16  |
| 18   | SM Caen                | 37  | 38 | 8  | 13 | 17 | 42 | 49 | -7   |
| 19   | FC Nantes (P)          | 37  | 38 | 9  | 10 | 19 | 33 | 54 | -21  |
| 20   | Le Havre AC (P)        | 26  | 38 | 7  | 5  | 26 | 30 | 67 | -37  |

Légende :
- Ligue des Champions 2009-2010, phase de groupes : 1er et 2e
- Ligue des Champions 2009-2010, tour de barrages : 3e
- Ligue Europa 2009-2010, tour de barrages : 4e
- Ligue Europa 2009-2010, 3e tour de qualification : 5e[23]
- Ligue 2 (relégation) : 18e, 19e, 20e

P = Promus de Ligue 2 en 2008 
T = Tenant du titre 2008
Ligue Europa
- Qualification en Ligue Europa : Trois clubs sont qualifiés en Ligue Europa : le vainqueur de la Coupe de France, le 4e, et le vainqueur de la Coupe de la Ligue. Si un vainqueur de Coupe est déjà qualifié en Ligue des champions, sa place est redistribuée au finaliste (mais pas en Coupe de la Ligue[24]), puis si le cas se répète, au premier club non-qualifié du championnat[25].
- Tour en Ligue Europa : Deux places qualifient pour le tour de barrages, une pour le troisième tour de qualification. Si le vainqueur de la coupe de France n'est pas qualifié pour la Ligue des champions, la distribution se fait comme suit : VCF, 4e, VCL. Si le vainqueur de la Coupe de la Ligue est déjà qualifié une coupe d'Europe (tenant du titre, place 1 à 4, VCF) : VCF, 4e, 5e. Dans le cas où le vainqueur de la Coupe de France est déjà qualifié pour la Ligue des champions, c'est le finaliste qui prend sa place : FCF, 4e, VCL ou 5e. Enfin si le finaliste est lui aussi qualifié pour la Ligue des champions, c'est la place au classement qui décide de l'ordre. Les places au classement (4e, 5e, 6e) ne sont qu'à titre indicatif, le sens général est : 1er, 2e, 3e équipe non-qualifiée pour une coupe d'Europe.
- Autres cas : Un club tenant du titre commencerait en phase de groupes, et un club qualifié au titre du prix du Fair-Play commencerait au premier tour de qualification.

## Équipe réserve
L'équipe réserve du GF38, entraînée par Bernard Blaquart, évolue en CFA2 dans le groupe D au Stade du Clos d'Or situé à Grenoble et d'une capacité de 1 500 places. Elle a pour objectif la montée en Championnat de France Amateurs.
| Date              | Journée | Adversaire            | Lieu | Score | Buteurs                              | Class. |
| 16 août 2008      | J01     | Chasselay-Monts d'Or  | Dom. | 1 - 0 | Giroud (?')                          | 6e     |
| 23 août 2008      | J02     | Chambéry              | Ext. | 0 - 2 | Ravet (?'), Gianni (?')              | 3e     |
| 31 août 2008      | J03     | Dijon B               | Dom. | 3 - 3 | Ravet (?'), Ravet (?'), N'Ganga (?') | 2e     |
| 6 septembre 2008  | J04     | Thiers                | Ext. | 0 - 1 | Provenzano (?')                      | 1er    |
| 13 septembre 2008 | J05     | Clermont B            | Dom. | 0 - 1 |                                      | 1er    |
| 28 septembre 2008 | J06     | Montceau B            | Ext. | 0 - 2 | Bakouboula (?'), Ito (?')            | 1er    |
| 10 octobre 2008   | J07     | FC Bourg-Péronnas     | Dom. | 2 - 1 | Dumortier (?'), Ravet (?') (pen.)    | 1er    |
| 25 octobre 2008   | J08     | FC Échirolles         | Ext. | 1 - 0 |                                      | 1er    |
| 9 novembre 2008   | J09     | CA Pontarlier         | Dom. | 2 - 1 | Provenzano (?'), Yanev (?')          | 1er    |
| 16 novembre 2008  | J10     | Gueugnon B            | Ext. | 2 - 2 | Ito (?'), M'Dala (?')                | 1er    |
| 14 décembre 2008  | J11     | Vénissieux Minguettes | Dom. | 1 - 0 | Ravet (?')                           | 1er    |
| 6 décembre 2008   | J12     | Imphy-Decize          | Ext. | 1 - 0 |                                      | 1er    |
| 20 décembre 2008  | J13     | Andrézieux B          | Dom. | 1 - 0 | Dimitrijevic (?')                    | 1er    |
| 24 janvier 2009   | J14     | Chalon-sur-Saône      | Ext. | 1 - 2 | Villard (?'), Tinhan (?')            | 1er    |
| 17 janvier 2009   | J15     | Ajaccio B             | Ext. | 2 - 0 |                                      | 1er    |
| 1er février 2009  | J16     | Chambéry              | Dom. | 1 - 2 | El Moubarki (?')                     | 1er    |
| 28 février 2009   | J17     | Dijon B               | Ext. | 2 - 2 | ? (?'), ? (?')                       | 1er    |
| 15 février 2009   | J18     | Thiers                | Dom. | 2 - 1 | Gianni (?'), Montiel (?')            | 1er    |
| 21 février 2009   | J19     | Clermont B            | Ext. | 0 - 0 |                                      | 1er    |
| 8 mars 2009       | J20     | Montceau B            | Ext. | 1 - 1 | Kučuković (?')                       | 1er    |
| 14 mars 2009      | J21     | FC Bourg-Péronnas     | Ext. | 3 - 1 | ? (?')                               | 1er    |
| 22 mars 2009      | J22     | FC Échirolles         | Dom. | 3 - 2 | ? (?'), ? (?')                       | 1er    |
| 29 mars 2009      | J23     | Pontarlier            | Ext. | 1 - 2 | ? (?'), ? (?')                       | 1er    |
| 5 avril 2009      | J24     | Gueugnon B            | Dom. | 1 - 0 | ? (?')                               | 1er    |
| 18 avril 2009     | J25     | Vénissieux Minguettes | Ext. | 0 - 1 | ? (?')                               | 1er    |
| 26 avril 2009     | J26     | Imphy-Decize          | Dom. | 2 - 2 | ? (?'), ? (?')                       | 1er    |
| 3 mai 2009        | J27     | Andrézieux B          | Ext. | 0 - 3 | ? (?'), ? (?')                       | 1er    |
| 17 mai 2009       | J28     | Chalon-sur-Saône      | Dom. | 2 - 2 | ? (?'), ? (?')                       | 1er    |
| 23 mai 2009       | J29     | Ajaccio B             | Dom. | 2 - 0 | ? (?'), ? (?')                       | 1er    |
| 30 mai 2009       | J30     | Chasselay-Monts d'Or  | Ext. | 3 - 1 | ? (?')                               | 1er    |

Sources : Résultats
Classement